# Lista över bästsäljande PC-spel
Detta är en lista över bästsäljande PC-spel (på plattformarna Microsoft Windows, Mac OS och Linux) som sålts eller skeppat minst en miljon exemplar.
Abonnemangssiffror för MMORPG-spel som World of Warcraft eller Lineage och betaversioner såsom Hearthstone: Heroes of Warcraft är inte inräknade, eftersom de inte nödvändigtvis överensstämmer med försäljningssiffrorna.

## Listan
| Titel                                                 | Sålda exemplar | Försäljningsandelar                   | Spelserie                     | Släppdatum        | Genre                                                 | Utvecklare | Utgivare                                                                                            |
| ----------------------------------------------------- | -------------- | ------------------------------------- | ----------------------------- | ----------------- | ----------------------------------------------------- | --- | --------------------------------------------------------------------------------------------------- |
| Minecraft                                             | 30,80 miljoner | i.u.                                  | Minecraft                     | 17 maj 2009       | Sandlådespel, Äventyr/Survival                        | Mojang | Microsoft                                                                                           |
| Diablo III                                            | 30 miljoner    | i.u.                                  | Diablo                        | 15 maj 2012       | Actionrollspel, hack and slash dungeon crawl          | Blizzard Entertainment | Activision Blizzard                                                                                 |
| World of Warcraft                                     | 14 miljoner    | i.u.                                  | Warcraft                      | 23 november 2004  | Fantasy, MMORPG                                       | Blizzard Entertainment | Blizzard Entertainment                                                                              |
| Half-Life 2                                           | 12 miljoner    | i.u.                                  | Half-Life                     | 16 november 2004  | Förstapersonsskjutare                                 | Valve corporation | Valve Corporation (digital distribution) Sierra Entertainment (butik)                               |
| The Sims                                              | 11,30 miljoner | i.u.                                  | The Sims                      | 4 februari 2000   | Simulationsdatorspel                                  | Maxis | Electronic Arts                                                                                     |
| StarCraft                                             | 11 miljoner    | i.u.                                  | StarCraft                     | 31 mars 1998      | Realtidsstrategi                                      | Blizzard Entertainment | Blizzard Entertainment                                                                              |
| Half-Life                                             | 9,30 miljoner  | i.u.                                  | Half-Life                     | 19 november 1998  | Förstapersonsskjutare                                 | Valve Corporation | Sierra Entertainment                                                                                |
| Terraria                                              | 8,60 miljoner  | i.u.                                  | Terraria                      | 16 maj 2011       | Actionäventyr                                         | Re-Logic | Re-Logic                                                                                            |
| Myst                                                  | 8,03 miljoner  | i.u.                                  | Myst                          | 24 september 1993 | Grafiskt äventyr, Pusselspel                          | Cyan | Brøderbund                                                                                          |
| The Sims 3                                            | 7,80 miljoner  | i.u.                                  | The Sims                      | 2 juni 2009       | Simulationsdatorspel                                  | The Sims Studio | Electronic Arts                                                                                     |
| Garry's Mod                                           | 6 miljoner     | Endast nedladdningsbara exemplar      | i.u.                          | 24 december 2004  | Sandlådespel                                          | Facepunch Studios | Facepunch Studios                                                                                   |
| The Sims 2                                            | 6 miljoner     | i.u.                                  | The Sims                      | 14 september 2004 | Simulationsdatorspel                                  | Maxis | Electronic Arts                                                                                     |
| StarCraft II: Wings of Liberty                        | 6 miljoner     | i.u.                                  | StarCraft                     | 27 juli 2010      | Realtidsstrategi                                      | Blizzard Entertainment | Activision Blizzard                                                                                 |
| Civilization V                                        | 5,80 miljoner  | i.u.                                  | Civilization                  | 21 september 2010 | Turordningsbaserade strategispel, 4X                  | Firaxis Games | 2K Games & Aspyr                                                                                    |
| Warcraft II: Tides of Darkness                        | 4,21 miljoner  | i.u.                                  | Warcraft                      | 9 december 1995   | Realtidsstrategi                                      | Blizzard Entertainment | Blizzard Entertainment                                                                              |
| Warhammer 40,000: Dawn of War (inklusive expansioner) | 4 miljoner     | i.u.                                  | Warhammer                     | 20 september 2004 | Realtidsstrategi                                      | Relic Entertainment | THQ                                                                                                 |
| RollerCoaster Tycoon                                  | 3,84 miljoner  | i.u.                                  | RollerCoaster Tycoon          | 31 mars 1999      | Simulationsdatorspel                                  | Chris Sawyer | MicroProse Software                                                                                 |
| The Elder Scrolls V: Skyrim                           | 3,74 miljoner  | i.u.                                  | The Elder Scrolls             | 11 november 2011  | Datorrollspel                                         | Bethesda Softworks | Bethesda Softworks                                                                                  |
| Doom II: Hell on Earth                                | 3,61 miljoner  | i.u.                                  | Doom                          | 30 september 1994 | Förstapersonsskjutare, horror                         | id Software | GT Interactive                                                                                      |
| Guild Wars 2                                          | 3,50 miljoner  | 3,5 miljoner i Nordamerika och Europa | Guild Wars                    | 28 augusti 2012   | MMORPG                                                | ArenaNet | NCsoft                                                                                              |
| Diablo                                                | 3,46 miljoner  | i.u.                                  | Diablo                        | 31 december 1996  | Actionrollspel, hack and slash, dark fantasy          | Blizzard North | Blizzard Entertainment (Nordamerika) Ubisoft (Europa)                                               |
| Age of Empires                                        | 3 miljoner     | i.u.                                  | Age of Empires                | 15 oktober 1997   | Realtidsstrategi                                      | Ensemble Studios | Microsoft                                                                                           |
| Civilization IV                                       | 3 miljoner     | i.u.                                  | Civilization                  | 25 oktober 2005   | Turordningsbaserade strategispel, 4X                  | Firaxis Games | 2K Games & Aspyr                                                                                    |
| DayZ                                                  | 3 miljoner     | i.u.                                  | i.u.                          | 16 december 2013  | Survival horror                                       | Bohemia Interactive | Bohemia Interactive                                                                                 |
| Counter-Strike: Condition Zero                        | 2,90 miljoner  | i.u.                                  | Counter-Strike                | 23 mars 2004      | Förstapersonsskjutare                                 | Valve Corporation Gearbox Software Ritual Entertainment Turtle Rock Studios                                                                                                   | Valve Corporation (digital distribution) Sierra Entertainment (butik)                               |
| Diablo II                                             | 2,86 miljoner  | i.u.                                  | Diablo                        | 29 juni 2000      | Actionrollspel, hack and slash                        | Blizzard North | Blizzard Entertainment                                                                              |
| Doom                                                  | 2,85 miljoner  | i.u.                                  | Doom                          | 10 december 1993  | Förstapersonsskjutare                                 | id Software | id Software                                                                                         |
| Command & Conquer: Red Alert                          | 2,85 miljoner  | i.u.                                  | Command & Conquer             | 31 oktober 1996   | Realtidsstrategi                                      | Westwood Studios | Virgin Interactive                                                                                  |
| Magicka                                               | 2,80 miljoner  | i.u.                                  | i.u.                          | 25 januari 2011   | Actionäventyr                                         | Arrowhead Game Studios | Paradox Interactive Valve Corporation (digital distribution)                                        |
| Age of Empires II: The Age of Kings                   | 2,77 miljoner  | i.u.                                  | Age of Empires                | 30 september 1999 | Realtidsstrategi                                      | Ensemble Studios | Microsoft                                                                                           |
| Battlefield 3                                         | 2,77 miljoner  | i.u.                                  | Battlefield                   | 28 oktober 2011   | Förstapersonsskjutare                                 | Ensemble Studios | Microsoft                                                                                           |
| Star Wars: The Old Republic                           | 2,75 miljoner  | i.u.                                  | Knights of the Old Republic   | 20 december 2011  | MMORPG                                                | Bioware | Lucas Arts                                                                                          |
| Cossacks II: Napoleonic Wars                          | 2,50 miljoner  | i.u.                                  | Cossacks                      | 15 april 2005     | Realtidsstrategi                                      | GSC Game World | CDV Software                                                                                        |
| Riven                                                 | 2,43 miljoner  | i.u.                                  | Myst                          | 29 oktober 1997   | Grafiskt äventyr                                      | Cyan Worlds | Red Orb Entertainment                                                                               |
| Battlefield 1942                                      | 2,40 miljoner  | i.u.                                  | Battlefield                   | 10 september 2002 | Förstapersonsskjutare                                 | DICE | Electronic Arts                                                                                     |
| Monopoly                                              | 2,39 miljoner  | i.u.                                  | Monopoly                      | 30 september 1995 | Brädspel                                              | Leisure Genius (1985/1988) Virgin Interactive (1991) Westwood Studios (1995) Gremlin Interactive (1997) Mind's-Eye Productions (1999) Runecraft (2002) EA Bright Light (2008) | Leisure Genius (1985/1988, 1991) Hasbro Interactive (1995) Infogrames (2002) Electronic Arts (2008) |
| Counter-Strike: Source                                | 2,1 miljoner   | i.u.                                  | Counter-Strike                | 1 november 2004   | Förstapersonsskjutare                                 | Valve Corporation | Electronic Arts (butik) Valve Corporation (digital distribution)                                    |
| The Witcher                                           | 2,1 miljoner   | i.u.                                  | The Witcher                   | 26 oktober 2007   | Actionrollspel, hack and slash                        | CD Projekt RED | Atari, Inc                                                                                          |
| The Binding of Isaac                                  | 2 miljoner     | i.u.                                  | i.u.                          | 28 september 2011 | Actionäventyr, dungeon crawl, roguelike               | Edmund McMillen & Florian Himsl | Headup Games                                                                                        |
| Black & White                                         | 2 miljoner     | i.u.                                  | Black & White                 | 25 mars 2001      | Simulationsdatorspel, god game                        | Lionhead Studios | EA Games Sold-Out Software                                                                          |
| Euro Truck Simulator 2                                | 2 miljoner     | i.u.                                  | Euro Trucks Simulator         | 19 oktober 2012   | Simulationsdatorspel                                  | SCS Software | SCS Software                                                                                        |
| Neverwinter Nights                                    | 2 miljoner     | i.u.                                  | Neverwinter Nights            | 18 juni 2002      | Datorrollspel                                         | BioWare | Infogrames / Atari                                                                                  |
| Simcity                                               | 2 miljoner     | i.u.                                  | SimCity                       | 5 mars 2013       | Simulationsdatorspel                                  | Electronic Arts | Electronic Arts                                                                                     |
| Spore                                                 | 2 miljoner     | i.u.                                  | Spore                         | 4 september 2008  | God Game Simulationsdatorspel Realtidsstrategi        | Maxis | Electronic Arts                                                                                     |
| Stronghold: Crusader                                  | 2 miljoner     | i.u.                                  | Stronghold                    | 31 juli 2002      | Realtidsstrategi                                      | Firefly Studios | Take-Two Interactive / Gathering of Developers                                                      |
| The 7th Guest                                         | 1,95 miljoner  | i.u.                                  | The 7th Guest                 | 28 april 1993     | Interaktiv film, Pusseläventyr                        | Trilobyte | Virgin Interactive                                                                                  |
| Sacred                                                | 1,80 miljoner  | i.u.                                  | Sacred                        | 23 mars 2004      | Actionrollspel                                        | Ascaron | Encore Koch Media Red Ant Enterprises                                                               |
| Warcraft III: Reign of Chaos                          | 1,58 miljoner  | i.u.                                  | Warcraft                      | 3 juli 2002       | Realtidsstrategi                                      | Blizzard Entertainment | Blizzard Entertainment (Nordamerika) Sierra Entertainment (Europa) Capcom (Japan)                   |
| Command & Conquer: Tiberian Sun                       | 1,50 miljoner  | i.u.                                  | Command & Conquer             | 27 augusti 1999   | Realtidsstrategi                                      | Westwood Studios | Electronic Arts                                                                                     |
| Stronghold                                            | 1,50 miljoner  | i.u.                                  | Stronghold                    | 19 oktober 2001   | Realtidsstrategi                                      | Firefly Studios | Take-Two Interactive / Gathering of Developers                                                      |
| Total Annihilation                                    | 1,50 miljoner  | i.u.                                  | Total Annihilation            | 30 september 1997 | Realtidsstrategi                                      | Cavedog Entertainment | GT Interactive                                                                                      |
| Battlefield Vietnam                                   | 1,30 miljoner  | i.u.                                  | Battlefield                   | 14 mars 2004      | Förstapersonsskjutare                                 | DICE | Electronic Arts                                                                                     |
| Harry Potter och de vises sten                        | 1,30 miljoner  | - 1,3 miljoner i USA                  | Harry Potter                  | 15 november 2001  | Actionäventyr, Plattformsspel                         | KnowWonder | Electronic Arts                                                                                     |
| The Legend of Sword and Fairy 5                       | 1,30 million   | i.u.                                  | The Legend of Sword and Fairy | 7 juli 2011       | Datorrollspel                                         | Softstar Technology (Beijing) | Softstar Entertainment Baiyou                                                                       |
| Doom 3                                                | 1,10 miljoner  | i.u.                                  | Doom                          | 3 augusti 2004    | Förstapersonsskjutare, survival horror                | id Software | Activision                                                                                          |
| Crusader Kings II                                     | 1,10 miljoner  | i.u.                                  | Crusader Kings                | 14 februari 2012  | Strategidatorspel                                     | Paradox Development Studio | Paradox Interactive                                                                                 |
| Zoo Tycoon                                            | 1,10 miljoner  | - 1,1 miljoner i USA                  | Zoo Tycoon                    | 17 oktober 2001   | Simulationsdatorspel                                  | Microsoft | Blue Fang Games                                                                                     |
| Age of Mythology                                      | 1 miljon       | i.u.                                  | Age of Empires                | 30 oktober 2002   | Realtidsstrategi                                      | Ensemble Studios | Microsoft                                                                                           |
| Ark: Survival Evolved                                 | 1 miljon       | i.u.                                  | Ark: Survival Evolved         | 2 juni 2015       | Actionäventyr, Survival                               | Studio Wildcard Instinct Games | Studio Wildcard                                                                                     |
| ARMA 3                                                | 1 miljon       | i.u.                                  | ARMA                          | 12 september 2013 | Taktiskt skjutspel                                    | Bohemia Interactive | Bohemia Interactive                                                                                 |
| BioShock                                              | 1 miljon       | i.u.                                  | BioShock                      | 21 augusti 2007   | Förstapersonsskjutare, Actionäventyr, survival horror | Irrational Games (as 2K Boston) | 2K Games                                                                                            |
| Blade Runner                                          | 1 miljon       | i.u.                                  | i.u.                          | 21 november 1997  | Peka-och-klicka-äventyr                               | Westwood Studios | Virgin Interactive                                                                                  |
| Cities: Skylines                                      | 1 miljon       | i.u.                                  | i.u.                          | 10 mars 2015      | Simulationsdatorspel                                  | Colossal Order | Paradox Interactive                                                                                 |
| Daryl F. Gates' Police Quest: SWAT                    | 1 miljon       | i.u.                                  | Police Quest                  | 30 september 1995 | Interaktiv film, Simulationsdatorspel, Actionäventyr  | Sierra Online | Sierra Online                                                                                       |
| Dungeon Lords                                         | 1 miljon       | i.u.                                  | i.u.                          | 5 maj 2005        | Datorrollspel                                         | Heuristic Park | DreamCatcher Interactive, FX Interactive, Crimson Cow, 1C, Typhoon Games                            |
| Empire Earth                                          | 1 miljon       | i.u.                                  | Empire Earth                  | 12 november 2001  | Realtidsstrategi                                      | Stainless Steel Studios | Sierra Entertainment                                                                                |
| Full Throttle                                         | 1 miljon       | i.u.                                  | i.u.                          | 30 april 1995     | Graphic adventure                                     | LucasArts | LucasArts                                                                                           |
| Glory of the Roman Empire                             | 1 miljon       | i.u.                                  | i.u.                          | 26 juni 2006      | Stadsbyggarspel                                       | Haemimont Games | CDV FX Interactive (Spanien och Italien)                                                            |
| Hidden & Dangerous 2                                  | 1 miljon       | i.u.                                  | Hidden & Dangerous            | 21 oktober 2003   | Actionspel med taktiska element                       | Illusion Softworks | Take-Two Interactive TalonSoft                                                                      |
| Hotel Giant                                           | 1 miljon       | i.u.                                  | i.u.                          | 17 maj 2002       | Simulationsdatorspel                                  | Enlight Software | JoWood Productions                                                                                  |
| Imperivm: Great Battles of Rome                       | 1 miljon       | 1 miljon i Italien och Spanien        | i.u.                          | 10 maj 2005       | Realtidsstrategi, Realtidstaktik                      | Haemimont Games | FX Interactive                                                                                      |
| The Legend of Sword and Fairy 3                       | 1 miljon       | i.u.                                  | The Legend of Sword and Fairy | 31 juli 2003      | Datorrollspel                                         | Softstar Entertainment | Softstar Entertainment Unistar                                                                      |
| Patrician III: Rise of the Hanse                      | 1 miljon       | 1 miljon i Italien och Spanien        | The Patrician                 | 24 oktober 2003   | Simulationsdatorspel                                  | Ascaron | Encore                                                                                              |
| Rust                                                  | 1 miljon       | i.u.                                  | i.u.                          | 11 december 2013  | Sandlådespel                                          | Facepunch Studios | Valve Software                                                                                      |
| Space Engineers                                       | 1 miljon       | i.u.                                  | i.u.                          | 13 oktober 2013   | Sandlådespel, Äventyr/Survival                        | Keen Software House | Keen Software House                                                                                 |
| Star Wars: Rebel Assault                              | 1 miljon       | i.u.                                  | Star Wars                     | 1 november 1993   | Rail shooter                                          | LucasArts | LucasArts                                                                                           |
| Supreme Commander                                     | 1 miljon       | i.u.                                  | Total Annihilation            | 16 februari 2007  | Realtidsstrategi                                      | Gas Powered Games | THQ                                                                                                 |
| Tropico                                               | 1 miljon       | i.u.                                  | Tropico                       | 24 april 2001     | Simulationsdatorspel                                  | PopTop Software | Gathering of Developers                                                                             |
| Vietcong                                              | 1 miljon       | i.u.                                  | Vietcong                      | 26 mars 2003      | Förstapersonsskjutare med taktiska element            | Pterodon Illusion Softworks | Gathering of Developers                                                                             |
| Wing Commander 3: Heart of the Tiger                  | 1 miljon       | i.u.                                  | Wing Commander                | 18 december 1994  | Flygsimulator                                         | Origin Systems | Electronic Arts                                                                                     |

## Äldre datorer
Denna spalt listar försäljningen av PC-spel som släppts för äldre hemdatorer, såsom Amiga, Apple II, Atari 800, Atari ST, BBC Micro, Commodore VIC-20, Commodore 64, FM-7, FM Towns, MSX, NEC PC-88, PC-98, Sharp X1 och X68000. Datorspelsindustrin var mycket mindre när dessa plattformar var aktiva, men som gradvis ökade; det bästsäljande PC-spelet fram till juni 1982 sålde 35.000 exemplar, en stor hit under 1983 skulle ha sålt omkring 50.000 exemplar och en stor hit under 1985 skulle ha sålt omkring 150.000 exemplar..
| Titel                                     | År   | Sålda exemplar           | Siffror sedan |
| ----------------------------------------- | ---- | ------------------------ | ------------- |
| The Last Ninja                            | 1987 | 2 miljoner               | 2008          |
| Hydlide                                   | 1984 | 1 miljon i Japan         | 2015          |
| Thexder                                   | 1985 | 1 miljon                 | 1990          |
| Dragon Slayer II: Xanadu                  | 1985 | 400,000 i Japan          | 1985          |
| Sokoban                                   | 1982 | 400,000 i Japan          | 1988          |
| Zork I                                    | 1980 | 378,987                  | 1986          |
| Skyfox                                    | 1984 | 317,545                  | 1986          |
| The Bard's Tale                           | 1985 | 300,000                  | 2003          |
| Ultima IV: Quest of the Avatar            | 1985 | 300,000                  | 1990          |
| The Hitchhiker's Guide to the Galaxy      | 1984 | 254,249                  | 1986          |
| Out Run                                   | 1987 | 250,000 Storbritannien   | 1987          |
| Door Door                                 | 1983 | 200,000 i Japan          | 1985          |
| Gauntlet                                  | 1986 | 200,000 i Storbritannien | 1987          |
| Zork II                                   | 1981 | 173,204                  | 1986          |
| Chessmaster 2000                          | 1986 | 160,000                  | 1987          |
| The Black Onyx                            | 1984 | 150,000 i Japan          | 1986          |
| The Seven Cities of Gold                  | 1984 | 150,000                  | 2003          |
| Deadline                                  | 1982 | 140,719                  | 1986          |
| Zork III                                  | 1982 | 129,232                  | 1986          |
| Ultima III: Exodus                        | 1983 | 120,000                  | 2008          |
| Chuck Yeager's Advanced Flight Trainer    | 1987 | 100,000                  | 1987          |
| Pac-Man                                   | 1987 | 100,000 i USA            | 1987          |
| Will: The Death Trap II                   | 1985 | 100,000 i Japan          | 1986          |
| Suspended                                 | 1983 | 99,956                   | 1986          |
| Starcross                                 | 1982 | 90,315                   | 1986          |
| Mystery House                             | 1980 | 80,000                   | 2003          |
| Choplifter                                | 1982 | 60,000                   | 1983          |
| Wizard and the Princess                   | 1980 | 60,000                   | 2010          |
| Ultima I: The First Age of Darkness       | 1981 | 50,000                   | 1990          |
| Ultima II: The Revenge of the Enchantress | 1982 | 50,000                   | 1990          |
| Temple of Apshai                          | 1979 | 40,000 i USA             | 1982          |
| K-Razy Shoot-Out                          | 1982 | 35,000 i USA             | 1982          |